# حمید خیرالدین
حمید خیرالدین (زاده ۱۳۳۷ - گرمسار) کارگردان و فیلم‌نامه‌نویس اهل ایران است. وی مدیر سابق پرس تی‌وی لندن بوده‌است.

## فیلم‌شناسی

### کارگردان
- سایه زندگی (۱۳۹۸)
- سجده بر آب (۱۳۷۵)
- کمین (۱۳۷۵)
- عصیان (۱۳۷۲)
- آهوی وحشی (۱۳۶۹)

### فیلم‌نامه‌نویس
- سایه زندگی (۱۳۹۸)
- بهشت پنهان (۱۳۷۳)
- عصیان (۱۳۷۲)
- حماسه مجنون (۱۳۷۱)
- آهوی وحشی (۱۳۶۹)

### تهیه‌کننده
- سایه زندگی (۱۳۹۸)